# Larissa Manoela
Larissa Manoela Taques Elias dos Santos (sinh ngày 28 tháng 12 năm 2000) là nữ diễn viên, ca sĩ kiêm sáng tác nhạc người Brasil. Cô từng tham gia trong nhiều phim điện ảnh và truyền hình cũng như quảng cáo tại Brasil. Cô được biết đến nhiều qua các vai diễn trong Carrossel và Cúmplices de um Resgate.

## Sự nghiệp
Larissa Manoela bắt đầu sự nghiệp vào năm sáu tuổi với một vai diễn trong sê-ri truyền hình trên kênh GNT. Năm 2010, cô vào vai chính trong phim Dalva and Herivelto: a Song of Love. Tuy nhiên, nữ diễn viên chỉ bắt đầu nhận được chú ý của công chúng từ năm 2012 khi cô vào vai Viviane trong sê-ri truyền hình Corações Feridos và Maria Joaquina trong phim Carrossel. Năm 2013 cô tham gia vào sê-ri Patrulha Salvadora, sang năm 2014, cô tiếp tục góp mặt trong phim Cúmplices de Um Resgate. Năm 2016, cô cho ra mắt khán giả cuốn sách đầu tay với tựa đề "The Diary of Larissa Manoela" (tạm dịch: Nhật ký của Larissa Manoela). Cuốn sách được phát hành vào ngày 6 tháng 6 cùng năm tại São Paulo. Năm 2017, cô gia hạn hợp đồng với đài truyền hình SBT để vào vai phản diện trong sê-ri As Aventuras de Poliana (tạm dịch: Những chuyến phiêu lưu của Poliana). Phim này cũng có sự tham gia của diễn viên João Guilherme Ávila. Cũng trong năm 2017, Larissa Manoela phát hành cuốn sách thứ hai là "The World of Larissa Manoela" (tạm dịch: Thế giới của Larissa Manoela), cô cũng mua một biệt thự tại thành phố Orlando, bang Florida, Hoa Kỳ vào năm này.
Với tư cách là một nữ ca sĩ, Larissa Manoela đã từng biểu diễn âm nhạc trong các show diễn ở Brasil cũng như ở Mỹ. Ngày 1 tháng 12 năm 2017, cô phát hành album phòng thu mang tên Up!Tour.

## Danh sách phim

### Truyền hình

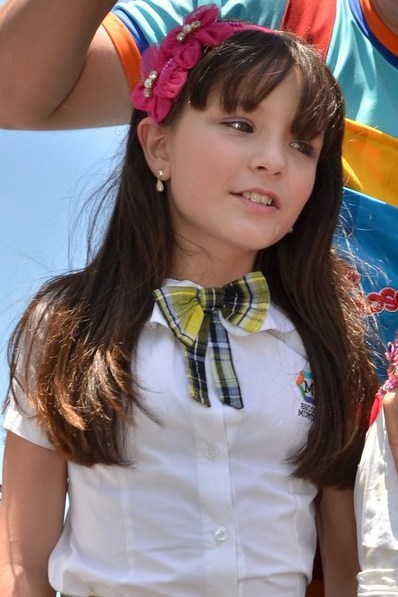
Manoela vai Maria Joaquina trong Carrossel, 2012

| Năm       | Tiêu đề                               | Vai diễn                          | Notes              |
| --------- | ------------------------------------- | --------------------------------- | ------------------ |
| 2008      | Mothern                               | Bản thân                          | Ngôi sao khách mời |
| 2010      | Dalva e Herivelto: uma Canção de Amor | Dalva (child)                     |                    |
| 2010      | Na Fama e Na Lama                     | Lequinha                          | Ngôi sao khách mời |
| 2012      | Corações Feridos                      | Viviane                           | Co-protagonist     |
| 2012–2013 | Carrossel                             | Maria Joaquina                    | Main Role          |
| 2013      | Carrossel Especial                    | Maria Joaquina                    | Main Role          |
| 2014–2015 | Patrulha Salvadora                    | Maria Joaquina                    | Main Role          |
| 2015–2016 | Cúmplices de um Resgate               | Isabela Agnes & Manoela Junqueira | Main Role          |
| 2018      | As Aventuras de Poliana               | Mirella Delfino                   |                    |

### Phim
| Năm  | Tiêu đề                                 | Vai diễn       | Notes     |
| ---- | --------------------------------------- | -------------- | --------- |
| 2011 | O Palhaço                               | Guilhermina    |           |
| 2012 | Essa Maldita Vontade de Ser Pássaro     | Pedrita        |           |
| 2015 | Carrossel: O Filme                      | Maria Joaquina | Main Role |
| 2016 | Carrossel 2: O Sumiço de Maria Joaquina | Maria Joaquina | Main Role |
| 2017 | Meus 15 Anos                            | Bia            | Main Role |
| 2017 | Fala Sério, Mãe!                        | Malu           | Main Role |
| 2020 | Chế độ máy bay (phim 2020)              | Ana            | Main Role |

### Lồng tiếng
| Năm  | Tiêu đề                      | Giọng nói              |
| ---- | ---------------------------- | ---------------------- |
| 2012 | Sítio do Picapau Amarelo     | Narizinho              |
| 2015 | O Pequeno Príncipe           | The Girl (dubbing)     |
| 2015 | O Reino Gelado 2             | Gerda (Voice)          |
| 2016 | Carrossel em Desenho Animado | Maria Joaquina (Voice) |